# Un amour trouble ?
Un amour trouble (Un torbido amore) est une nouvelle de Dino Buzzati, incluse dans son recueil intitulé Le K publié pour la première fois en Italie en 1966.

## Résumé
Ubaldo Resera se promène dans la rue, passe devant une maison et se rend compte qu'il est tombé amoureux de cette maison. 
Quelque temps après, il croit que la maison le délaisse, qu'elle ne l'aime plus. À la fin de l'histoire, la maison finit par brûler.